# Barquet
Barquet ist eine französische Gemeinde mit 449 Einwohnern (Stand 1. Januar 2022) im Département Eure in der Region Normandie (vor 2016 Haute-Normandie). Sie gehört zum Arrondissement Bernay und zum Kanton Brionne.

## Geographie
Barquet liegt etwa 22 Kilometer westnordwestlich von Évreux an der Risle, die die Gemeinde im Westen begrenzt. Umgeben wird Barquet von den Nachbargemeinden Le Plessis-Sainte-Opportune im Norden und Nordosten, Émanville im Osten, Berville-la-Campagne im Südosten, Romilly-la-Puthenaye im Süden sowie Grosley-sur-Risle im Westen und Nordwesten.

## Bevölkerungsentwicklung
| Jahr                       | 1962 | 1968 | 1975 | 1982 | 1990 | 1999 | 2006 | 2013 | 2019 |
| Einwohner                  | 320  | 302  | 295  | 316  | 289  | 359  | 343  | 431  | 448  |
| Quellen: Cassini und INSEE |      |      |      |      |      |      |      |      |      |

## Sehenswürdigkeiten
- Kirche Saint-Jean-Baptiste aus dem 16./17. Jahrhundert, Monument historique seit 1965
- Kirche Saint-Pierre aus dem 16./17. Jahrhundert
- Kirche Saint-Martin in Le Bosc-Roger aus dem 16. Jahrhundert
- Schloss La Vacherie, seit 1931 Monument historique
- Herrenhaus aus dem 18. Jahrhundert

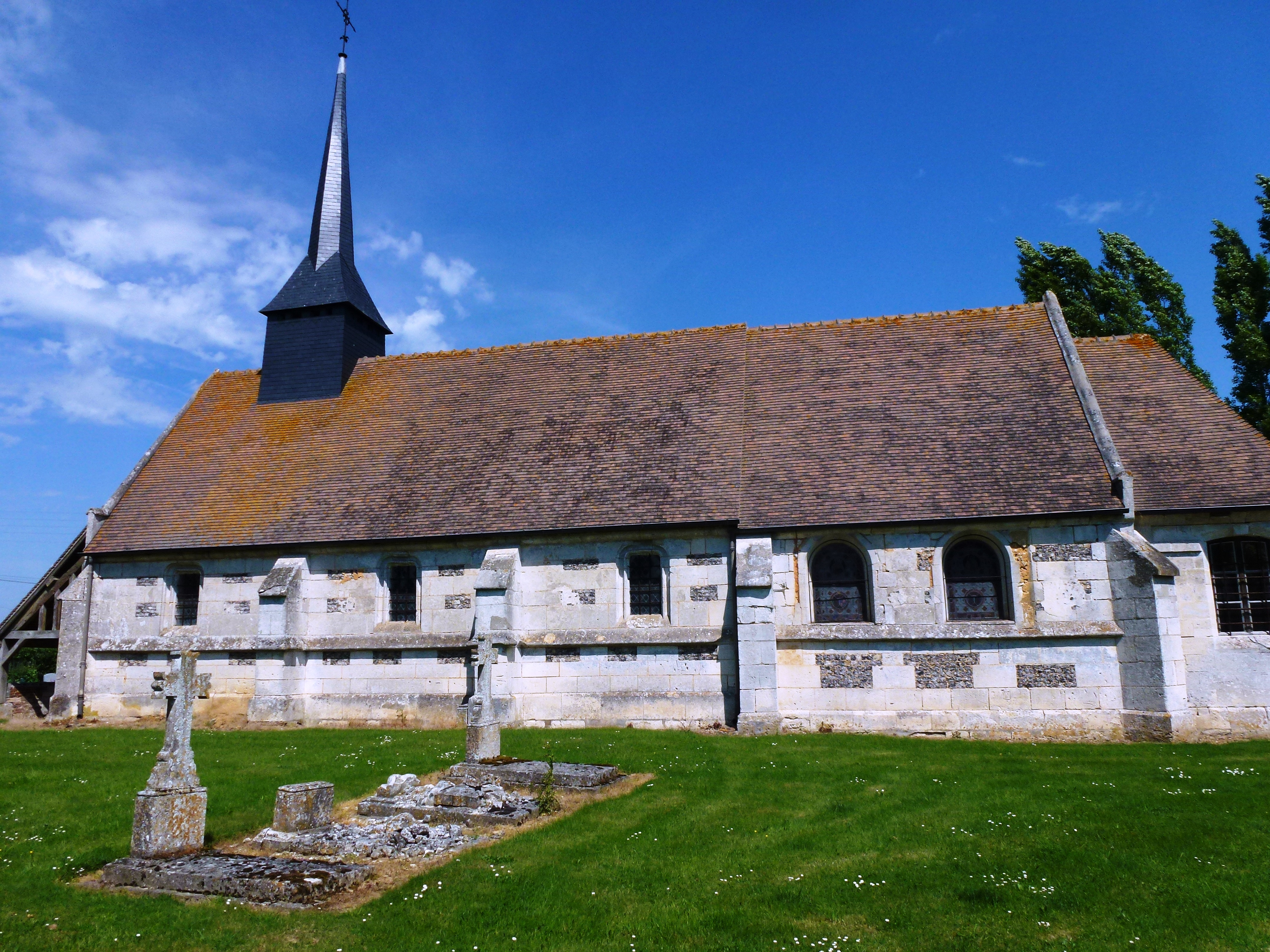
Kirche Saint-Jean-Baptiste
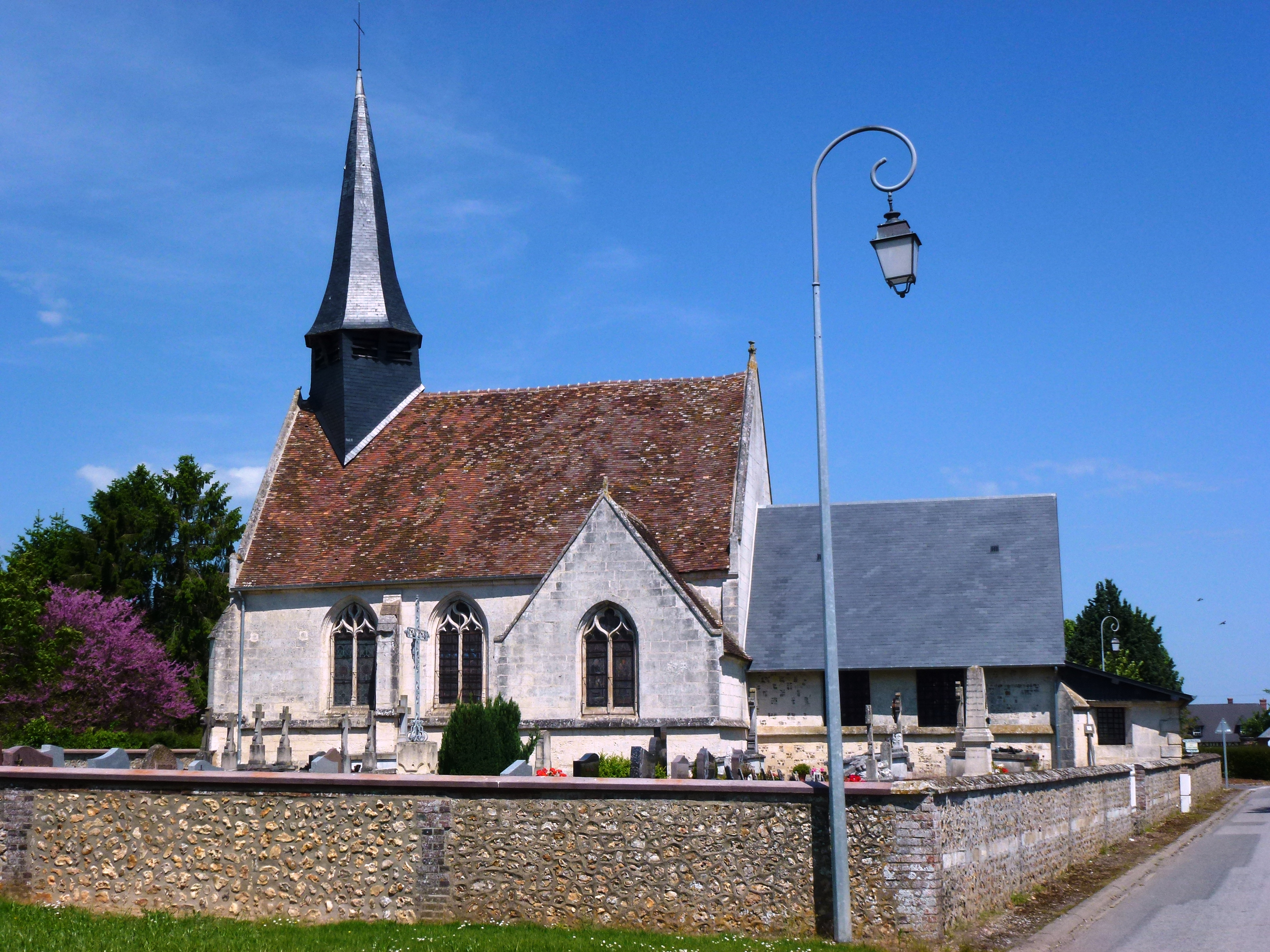
Kirche Saint-Pierre
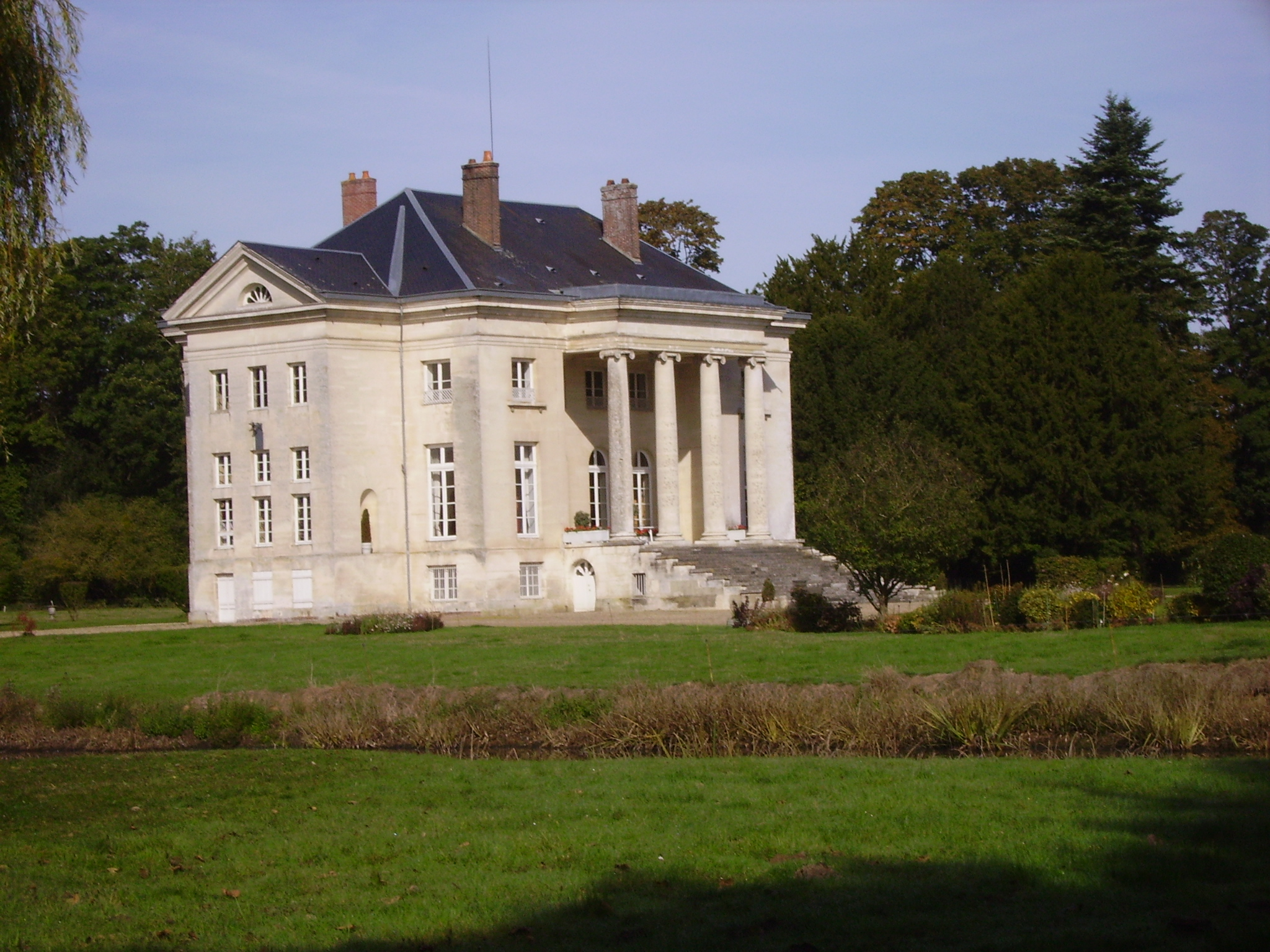
Schloss La Vacherie